# San Miguelito (Panama)
San Miguelito is een stad en gemeente (in Panama un distrito genoemd) in de provincie Panamá in Panama. Het is de tweede stad van het land na Panama-Stad en maakt deel uit van de metropool waar ook Panama-Stad toe behoort. De gemeente telt 355.000 inwoners (2015). 

Locatie binnen de metropool

## Geschiedenis
Het district werd opgericht op 23 juni 1960, maar het duurde nog tot 30 juli 1970 voordat het een speciale status kreeg.

## Indeling
De gemeente bestaat uit devolgende negen deelgemeenten (corregimiento), waarvan er vier zijn gecreëerd in 2000: Amelia Denis de Icaza, Arnulfo Arias, Belisario Frías, Belisario Porras, José Domingo Espinar, Mateo Iturralde, Omar Torrijos, Rufina Alfaro en Victoriano Lorenzo.
| Corregimientos van het district San Miguelito |                 |                  |                   |
|                                               |                 |                  |                   |
| Corregimiento                                 | Inwoners (2010) | Dichtheid (/km²) | Oppervlakte (km²) |
| Amelia Denis de Icaza                         | 38.397          | 10.137,4         | 3,8               |
| Belisario Porras                              | 49.367          | 12.450,5         | 4.0               |
| José Domingo Espinar                          | 44.471          | 4.972            | 7,1               |
| Mateo Iturralde                               | 11.496          | 12.607           | 1,0               |
| Victoriano Lorenzo                            | 15.873          | 8.664            | 2,0               |
| Arnulfo Arias                                 | 31.650          | 4.121,9          | 7,4               |
| Belisario Frías                               | 44.571          | 10.882,3         | 4,3               |
| Omar Torrijos                                 | 36.452          | 3.422,7          | 11,0              |
| Rufina Alfaro                                 | 42.742          | 2.656,7          | 9,5               |